# Astra 3A
O Astra 3A foi um satélite de comunicação geoestacionário europeu construído pela Boeing que esteve localizado na posição orbital de 86,8 graus de longitude oeste e era operado pela SES Astra, divisão da SES. O satélite foi baseado na plataforma BSS-376HP e sua expectativa de vida útil era de 10 anos. O satélite saiu de serviço em novembro de 2022 e foi enviado para a órbita cemitério.

## História
Em agosto de 1999, a Hughes Space and Communications International, agora Boeing Satellite Systems, foi contemplada com um contrato para construir dois satélites para a Société Européenne des Satellites (SES) de Luxemburgo. A empresa encomendou seu décimo satélite Boeing, o Astra 3A, em agosto de 2000. O satélite foi estacionado na posição orbital de 23,5 graus de longitude leste. O Astra 3A é um modelo BSS-376HP da Boeing.
O satélite Astra 3A ajuda a SES Astra a atender à crescente demanda por serviços digitais via satélite. O satélite fornece transmissões de alta potência e serviços de banda larga direct-to-home a Alemanha, Áustria e Suíça. O Astra 3A opera com 20 transponders em banda Ku ativos.

## Lançamento
O satélite foi lançado com sucesso ao espaço no dia 29 de março de 2002, às 01:29 UTC, por meio de um veículo Ariane-44L H10-3, que foi lançado a partir do Centro Espacial de Kourou na Guiana Francesa, juntamente com o satélite JCSAT-8. Ele tinha uma massa de lançamento de 1.514 kg.

## Capacidade e cobertura
O Astra 3A era equipado com 20 transponders em banda Ku que fornecem capacidade de follow-on para o satélite Kopernikus da Deutsche Telekom AG, 10 transponders do satélite foram contratados; para prestar serviços aos países de língua alemã; Alemanha, Áustria e Suíça.